# Eros Ramazzotti
Eros Ramazzotti (Rim, 28. listopada 1963.) talijanski je kantautor.

## Životopis

### Djetinjstvo i početak karijere (1963. – 1986.)
Mladost je proveo baveći se povremeno glumom i sanjajući o glazbenoj karijeri. 1981. se prijavio na natjecanje glazbenih talenata s pjesmom "Rock 80", koja mu je kasnije osigurala prvi ugovor s izdavačkom kućom. Nakon selidbe u Milano 1982. godine izlazi njegov prvi singl "Ad un amico". Dvije godine kasnije ostvaruje se Erosov veliki san nastupom na Sanremo Festivalu s pjesmom "Terra promessa". Singl je uskoro objavljen u cijeloj Europi i pretvorio je Erosa u svjetsku glazbenu zvijezdu.

### Prvi veći uspjesi (1987. – 1993.)
1985. Eros ponovno dolazi na Sanremo i završava na šestom mjestu s pjesmom "Una storia importante". Pjesma je prodana u milijun kopija samo u Francuskoj i postala je novi europski hit. Pjesma je uključena i na njegov debitantski album Cuori agitati. 1986. godine izlazi Erosov drugi album pod nazivom Nuovi eroi, a iste godine Eros pobjeđuje na Sanremu s pjesmom "Adesso tu"". Već 1987. godine izlazi njegov treći album u tri godine. Album In certi momenti prodan je u tri milijuna kopija, a broj njegovih fanova raste i s izlaskom mini-albuma Musica è 1988. godine. Svjetska slava mu je bila zajamčena petim albumom In ogni senso, objavljenim 1990. godine u 15 zemalja svijeta. Nakon velike svjetske turneje godinu dana kasnije izlazi dvostruki live album Eros in concert. Album Tutte storie iz 1993. godine prodan je u 6 milijuna primjeraka i osvaja top liste cijele Europe.

### Svjetska slava (1994. – 2003.)
1994. godine Eros potpisuje međunarodni izdavački ugovor s BMG-em, koji mu otvara vrata svjetskih glazbenih tržišta. 1996. godine izlazi album Dove è musica koji se prodaje u 7 milijuna kopija. Krajem godine Eros postaje po prvi puta otac i sljedećih nekoliko mjeseci ostaje uz svoju obitelj. Jedina pjesma koju objavljuje je "That’s all I need to know", suradnja s Joe Cockerom. 1997. godine izlazi njegov album nazvan najvećih hitova Eros, na kojem se nalazi i duet s Tinom Turner " Can’t stop thinking of you". Nova svjetska turneja donosi i novi album uživo 1998. godine. Dvije godine kasnije izlazi njegov novi, osmi studijski album Stilelibero. Među novim pjesamama se našao i duet s Cher "Piů che puoi". Tijekom nove turneje Eros nastupa diljem Europe, a posjećuje i Hrvatsku. U svojih 20 glazbenih godina, Eros Ramazzotti je prodao preko 30 milijuna kopija svojih albuma. U lipnju 2003. izlazi njegov deveti album koji nosi naziv 9.

### Novi studijski albumi (2004.-danas)
Dvije godine kasnije, 2005. Eros izdaje svoj deseti studijski album Calma apparente Godine 2007. izlazi njegov drugi album najvećih hitova E² koji obuhvaća sve njegove pjesme od godine 1985. do 2007. Dvije godine kasnije, 2009. Eros izdaje svoj jedanaesti studijski album Ali e radici s kojega je izdan singl "Parla Con Me". Iste godine krenuo je na turneju Ali e radici u svrhu promoviranja istoimenog albuma. Tijekom te turneje posjetio je i Arenu Zagreb 11. listopada 2009. u kojoj je održao koncert pred 15000 obožavatelja.

## Diskografija

### Albumi na talijanskom jeziku
- 1985.: Cuori agitati
- 1986.: Nuovi eroi
- 1987.: In certi momenti
- 1988.: Musica è
- 1990.: In ogni senso
- 1991.: Eros in concert
- 1993.: Tutte storie
- 1996.: Dove c'è musica
- 1997.: Eros
- 1998.: Eros Live
- 2000.: Stilelibero
- 2003.: 9
- 2005.: Calma Apparente
- 2007.: e 2 (best of + remake)
- 2008.: Madre Terra
- 2009.: Ali e radici
- 2012.: Noi
- 2015.: Perfetto
- 2018.: Vita ce n'è

### Albumi na španjolskom jeziku
- 1985.: Cuori agitati
- 1986.: Héroes de hoy
- 1987.: En ciertos momentos
- 1988.: Música es
- 1990.: En todos los sentidos
- 1991.: Eros in concert
- 1993.: Todo historias
- 1996.: Donde hay música
- 1997.: Eros
- 1998.: Eros live
- 2000.: Estilolibre
- 2003.: 9
- 2005.: Calma aparente

### Izdanja na DVD-u
- 2004.: Eros Roma live
- 2001.: Stilelibero

### Singlovi
- 2012. Un angelo disteso al sole, s albuma Noi

## Vanjske poveznice
- Službene stranice (na više jezika)

Napomena: dio ovoga teksta je preuzet sa službenih stranica Otvorenog radija, uz dozvolu autora teskta. Za dozvolu vidi ovdje preuzeto 20. kolovoza 2009.